# Venke Knutson
Venke Knutson Liodden (ur. 20 października 1978 w Birkeland) – norweska wokalistka. Przed rozpoczęciem kariery solowej była członkinią zespołu S.P.O.O.N.
Ma dwie starsze siostry, Tone i Hege. W 2001 roku Venke poślubiła Svenna Kĺre Lioddena. Mimo kariery wokalistki, wciąż jest nauczycielką w jednej ze szkół w Oslo.

## Dyskografia
- Scared (LP)
- Places I Have Been (LP)

## Teledyski
- „Panic”
- „Scared”
- „Kiss”
- „Just A Minute”
- „When The Stars Go Blue”